# Shion de Aries
Shion de Aries (牡羊座のシオン Ariesu no Shion?) es un personaje del manga y anime Saint Seiya conocido como Los Caballeros del Zodiaco creado por Masami Kurumada. Fue el Santo de oro del signo de Aries durante la Guerra Santa del siglo XVIII y posteriormente fue elegido Patriarca del Santuario de Atenea. Después de un pontificado de más de 230 años murió asesinado. Trece años después, es revivido por Hades como líder de los Santos resucitados, muriendo una vez que se cumple el plazo de 12 horas de vida temporal.

## Biografía

### Antes de la Batalla en las 12 Casas y del Torneo Galáctico
Se sabe que al finalizar la Guerra Santa, Hades fue encerrado junto a sus 108 Espectros en la Gran Torre que se encuentra a unos 1000 Kilómetros de distancia desde la cascada de Rozan. Shion es nombrado Patriarca del Santuario de Atenea, cargo que ejerce por más de 230 años hasta el momento de su muerte. En aquel momento se dedicó a las labores de reconstrucción del recinto sagrado y de velar por la paz hasta que la próxima reencarnación de Atenea aparezca.
Viendo que ya faltaba muy poco para la próxima Guerra contra Hades, Shion (con más de 200 años) decide entrenar a un joven de su misma raza llamado Mu, para convertirlo en el próximo Santo de Aries y guardián del Templo de Aries.
Cuando se produce el advenimiento de la Diosa a pies de la Gran Estatua, Shion decide escoger a su sucesor entre los Santos de Oro que había en ese momento: Shura, Saga, Aioros y Dokho (que no entra como candidato pues debe mantener vigilancia de la torre que encierra a los espectros y también tiene una avanzada edad). Como ocasión especial pudo haber recurrido a Santos de Plata o de Bronce más viejos para el cargo (él mismo lo menciona); pero, siguiendo la tradición de escoger al próximo Patriarca entre los Santos de Oro, proclama a Aioros de Sagitario como nuevo Patriarca. Saga de Géminis, quien también era candidato a ser Patriarca, acepta su derrota y promete ayudar a Aioros con las labores.
Esa misma noche, en la Colina de las Estrellas (Star Hill), Shion observa plácidamente los movimientos de las estrellas, dándose cuenta de que la Guerra comenzaría más pronto de lo que él pensaba, debido a que el sello de Atenea se encontraba débil, cuando es interrumpido por Saga. El Patriarca le recrimina que tiene completamente prohibido entrar a ese recinto; sin embargo las intenciones de Saga eran saber por qué Shion no lo escogió como sucesor. Es ahí cuando Shion dice haber sentido, en lo más profundo del corazón de Saga, la semilla de la maldad. Al escuchar aquello, el Santo de Oro comienza a comportarse de manera extraña, su cabello comienza a cambiar de color y, frente a un atónito Shion, Saga aprovecha la situación para asesinarlo de un certero golpe en el corazón.
- En la versión animada ocurrieron graves errores argumentales en lo que refería al personaje del Patriarca con la introducción del personaje Arles (Ares en japonés), el cual es inexistente en el Manga. En el episodio 71, titulado: "Kieru Hidokei! Kyoko no shotai" (¡El tiempo se agota! La verdadera identidad del Patriarca), Marin relata a Shaina su ascenso a Star Hill, en el cual termina encontrando el cadáver del Patriarca. Aquí un gravísimo error, pues el Manga presenta la escena del asesinato de Shion completamente y Saga claramente se refiere a él como un anciano, si bien nunca se llegó a observar su rostro como anciano (siempre ocultado bajo el casco). Toei pasó por alto ese detalle y presentó una propia versión de un Patriarca joven, sin saber que Kurumada posteriormente lo dibujaría joven en la Saga de Hades.

- El Outside Story Excalibur presenta al Patriarca como un anciano, quien es ayudado en sus funciones por su hermano menor, Arles, quien a la vez es un Santo de Plata. Arles descubre que Saga irrumpe un día vistiendo las escamas del Dragón Marino para atacar al Patriarca, por lo cual el Santo de Géminis lo liquida y toma su lugar, haciéndose pasar por él. Aquí no menciona que el Patriarca también muera asesinado por Saga, sino da la idea de que fallece por muerte natural. Esta historia se realizó con la idea de unir y arreglar los errores argumentales hechos en el animé, pero esto complicó aún más la línea argumental, ya que, si Arles fuese hermano del Patriarca Shion, este debió haber sobrevivido a la anterior Guerra contra Hades junto al mismísimo Shion y Dohko.

Todos estos problemas (los del animé y los del Outside Story Excalibur) fueron hechos por el guionista de la Toei, Takao Koyama. Aun así, muchos fanes prefieren continuar la línea del Manga original, la cual es clara y concisa, sin líos argumentales como los del animé.

### Saga de Hades
Tras la derrota de Poseidón, pareciera que llegaría un momento de paz y de tranquilidad al mundo. Sin embargo, lo que el mismísimo Shion logró predecir instantes antes de su muerte se hace realidad, el sello de Atenea pierde su poder. El Santuario entra en alerta máxima ante la inminente aparición de Hades y sus 108 Espectros quienes vuelven a la vida después de 243 años.

#### Misión para irrumpir el Santuario
Para que el ejército de Hades no sufriera ninguna baja durante el conflicto, el mismo Dios del Inframundo Hades revive a los Santos de Oro caídos en la Batalla de las 12 Casas por los santos de bronce, Afrodita de Piscis, Deathmask de Cáncer, Camus de Acuario, Shura de Capricornio y Saga de Géminis para que se integren a las fuerzas del mal, esta vez como leales Espectros de Hades. Sin embargo dicho equipo necesitaba un líder, así que Shion es revivido gracias al poder de Hades, concediéndole la juventud y el poder que mantenía en la anterior Guerra Santa. En el animé también reviven algunos Santos de Plata muertos en la Guerra civil del Santuario, como Misty de Lagarto, Moses de Ballena, Babel de Centauro, Algol de Perseo, Capella de Auriga, Dante de Cerbero, Algethi de Heracles, Dio de Mosca y Sirius de Can Mayor.
Una vez en el Santuario, Shion se encuentra con Mū de Aries; su antiguo discípulo quien nada logra hacer frente al poder de su tutor. La llegada de Dohko cambia la situación por completo, una vez más, frente a frente, Shion se encontraba con Dohko después de más de dos siglos. En el momento en que Saga, Camus y Shura ocultan sus cosmos para no ser atacados por Shaka de Virgo, Shion piensa que sus aliados caen derrotados así que se propone subir al Templo de Atenea con la supuesta intención de asesinarla, pero es detenido por Dohko.

#### Dohko vs Shion
Nuevamente, después de más de doscientos años vuelven a enfrentarse. La situación favorece a Shion, debido al poder y a su juventud, Dohko no logra hacer nada y cae malherido después de recibir la Star Dust Revolution. Shiryû llega a auxiliar a su Maestro, pero nada pueden hacer frente al poder del antiguo Patriarca. Finalmente el Santo de Libra toma la decisión y da a conocer el Misophetamenos (Estado de media muerte, usado por los Dioses) logrando volver a su juventud y quedando en igualdad de condiciones que Shion. Todo acaba en una gran explosión que destruye por completo las cercanías al Templo de Aries, producida por el colapso de la Star Dust Revolution y el Rozan Hyaku Ryu Ha.
El Cosmos de Shion, así como el de su oponente se apagan por varias horas. En el animé se observa a ambos en las ruinas de aquella explosión, observando la colisión entre las Exclamaciones de Athena. El Antiguo Patriarca se propone lograr su misión a toda costa, así que sube a los 12 Templos del Santuario seguido de Dohko, quien al parecer ya estaba al tanto de las verdaderas intenciones de su antiguo compañero de armas.

#### La Armadura de Atena
Llega a la Estatua de Atenea encontrándose con Seiya, Shiryû, Hyôga y Shun quienes nada logran hacer frente al inigualable poder del antiguo Santo de Oro. Atenea se había suicidado para ir al Inframundo, por lo que Shion nunca pensó que llegaría tarde a lograr su objetivo, el cual era entregarle personalmente la Cloth de Atenea a la propia Diosa. Riega la sangre de esta sobre la Estatua haciendo que aparezca.
El objetivo de Shion al ser revivido por Hades no era tomar la cabeza de Atenea sino entregarle la Cloth que le correspondía para luchar en igualdad contra el Dios del Inframundo. Finalmente revive con la sangre divina de Atenea las deshechas Cloths de Bronce, convirtiéndolas en las más poderosas. Shion le entrega la Cloth de Atenea a Seiya, dándole esperanza en los futuros combates.
En el manga, Shion muere por segunda vez al instante en que Seiya y los demás parten hacia el Castillo de Hades debido a los primeros rayos del Sol, siendo observado por Dohko, quien se lamenta de no poder haber entendido antes la misión de su antiguo compañero. Sin embargo en el animé es donde se plasman completamente los sentimientos de Shion, una vez que su labor está hecha. Observando el Santuario destruido por la colisión de las Exclamaciones de Athena, habla con Dohko sobre el futuro de Seiya y los demás sobre el Octavo Sentido (Arayashiki). Las 12 horas de vida otorgadas por Hades están por llegar a su fin, cuando se despide de su amigo diciéndole que se volverán a encontrar nuevamente. Al desintegrase, Dohko toma con su mano derecha el último Cosmos de Shion antes de partir al Inframundo para la batalla final.

### Saint Seiya Soul of Gold
En la serie, cuando Mu aparece luchando junto con Dohko de Libra para enfrentarse a Andreas Riise, Dohko menciona que "esto le trae buenos recuerdos de su antiguo compañero, Shion". Es ahí que el "stand" de Shion se aparece delante de Mu corriendo, mostrando que Aries ha heredado la voluntad de su antiguo maestro de Jamir.

### Episodio G
Se nos presenta un inmenso campo de batalla donde los cuerpos inertes de Santos y Espectros yacen por doquier. El final de aquella Guerra Santa parecía haber llegado, sin embargo un grupo de Espectros permanece con vida enfrentándose al único Santo de Oro que hay en el sitio, Shion. Este les explica que Atenea no busca la dominación del mundo como ellos creen, sino el amor y la paz. Finalmente Shion los extermina con una Star Dust Revolution, y es ahí donde aparece Dohko de Libra, quien también sobrevivió. Solo 2 Santos de Oro han quedado con vida y ahora depende de ellos reconstruir una nueva Orden de Santos para resguardar el amor y la justicia en el mundo.

Seis años después de su asesinato, el espíritu de Shion hace una breve aparición. En medio del conflicto contra los Titanes, Saga (como Patriarca usurpador) había poseído la mente de Shura de Capricornio con la técnica Gen Rou Ma Ou ken, convirtiéndolo en demonio. Un incrédulo Saga hablando para sí mismo comienza a decir que su fuerza cada vez más se está pareciendo a la de un verdadero Patriarca al dominar esa técnica (la cual es exclusiva de los Patriarcas desde la era mitológica), sin embargo el alma de Shion aparece en medio de la habitación del Patriarca diciéndole que los Santos no le pertenecen.
También le pide a Saga que libere a Shura del control del Gen Rou Ma Ou Ken. Se produce una pequeña discusión entre ambos, el Santo de Géminis argumenta que nunca seguirá los pasos de Shion. A lo cual el antiguo Santo de Aries responde que solo su reinado será algo transitorio, que todo posee un final y su derrota llegará. Las últimas palabras de Shion, diciéndole que su futuro será el mismo que el de su hermano Kanon (quien había sido encarcelado en Cabo Sunión), quedan rondando en la mente de Saga.

### EnNext Dimension
Shion entrenó y se convertirse en Santo de Bronce junto con Dohko y Suikyō, quienes eran sus inseparables amigos de infancia. Honrado como Santo de Bronce, al cabo de unos años es ascendido a la orden de los Santos de Oro, consiguiendo la Armadura de Aries ante la inminente amenaza de una nueva guerra contra Hades.
Uno de los soldados del Santuario les informa que Hades se encuentra en un sitio llamado los Campos Elíseos. Dohko de Libra se apresura en ir allí, pero es detenido por Shion, quién dice que primero es necesario tener el permiso del Patriarca. Sin llegar a acuerdo alguno, los dos se enfrentan, pero Shion al darse cuenta de que están perdiendo el tiempo decide acompañar a Dohko.
Una vez ahí encuentran con un joven de nombre Alone, sentado sobre un hermoso campo de flores. El cosmos del joven los deja paralizados, hasta que este los ve y les habla. Cuando este se descuida Shion intenta decapitarlo, pero es detenido por un joven de aspecto japonés llamado Tenma, quien ataca a ambos Santos de Oro con su Pegasus Ryū Sei Ken, la cual resulta inefectiva. Alone y Tenma escapan, pero este regresaría al cabo de unos instantes para recoger una caja de Armadura que había dejado antes de huir. Tenma viste la Armadura de Pegaso atacando a Shion como a Dohko. Los Santos de Oro le explican a Tenma la labor de los Santos y su deber con Atenea, así que los tres se dirigen a buscar a Alone, pero llegan tarde. Pandora se había llevado al joven al Castillo de Hades. Al llegar cerca del castillo Tenma es atacados por un grupo de soldados Esqueletos de Hades a quienes Shion y Dohko vencen fácilmente.
Son interrumpidos por Vermeer de Grifo de la Estrella Celestial de la Nobleza, uno de los tres jueces del Inframundo. En el instante en que Vermeer se disponía a utilizar el golpe final, es interrumpido por el Juez de la Garuda, Shion, Dohko y Tenma reconocen la voz de Suikyō, ahora convertido en uno de los tres magnates. En el momento en que el Juez Infernal se disponía a asesinarlos, es llamado por Pandora junto a Vermeer, dejando el trabajo a unos esqueletos.
Pegaso, el caballo de Tenma llega y elimina a un Espectro Esqueleto, revelando que también traía a cuestas la Armadura de la Copa. Shion junto con Dohko sacan la Armadura, vierten un poco de agua y la beben, recuperando sus fuerzas. Cuando Tenma despierta, este queda sorprendido porque vio en el agua reflejada una figura extraña. Shion argumenta que observando el agua uno es capaz de observar su propio futuro, así que se ve a sí mismo como Patriarca, sin comentárselo a nadie de los presentes. Posteriormente los tres deciden regresar al Santuario con tal de llegar con el Patriarca para informar sobre la situación, pero al llegar al Templo de Tauro son detenidos por Ox, Santo de Oro de Tauro, quien los amenaza de eliminar por haber actuado sin autorización de sus superiores.
Al lugar llega también Izō de Capricornio, quien corta el piso con un golpe de Excalibur haciendo que Shion, Dohko y Tenma caigan por un precipicio. Al levantarse, Shion les dice a los demás que deberán entrenar arduamente para poder convertirse en verdaderos Santos de Oro y así dejar un legado para el futuro, y para estar en condiciones óptimas con tal de enfrenar al ejército de Hades. Una vez en el Templo de Aries, siente que una estrella ha caído en las cercanías del Santuario, enviando a Tenma para investigar. Posteriormente se encuentra con Shun de Andrómeda, quien había viajado en el Tiempo. Shun parece conocer a Shion, por lo que ante la negación del Santo de Oro de dejarle pasar la Casa, lo abate con un Muro de Cristal. Al ver su reacción, Tenma lanza un golpe contra el Santo de Aries, quien lo detiene con facilidad.
Shion siente el llamado de Shijima de Virgo en ese instante, quién se encontraba malherido por el ataque a traición de Cardinale de Piscis y del Patriarca, los cuales habían atacado a la reciente reencarnación de Atenea (quién era Saori Kido, convertida en bebé por Cronos luego de que ésta viajara al pasado). Los Espectros hacen su aparición en la Casa de Aries, mientras Shun y Tenma suben hacia las demás Templos. Shion despedaza rápidamente a uno de los Espectros con su Muro de Cristal, el cual es fácilmente destruido por Suikyô de Garuda. Pero este contraataca derrotando a cuatro espectros con una ráfaga de Cosmos. Finalmente enfrenta a Suikyo ya que ahora lo ve como un enemigo más, por lo que intenta atacarlo, pero el terrible juez contraarresta sus golpes sin problema y termina con su Aleteo de Garuda, dejando a Shion aturdido en el suelo, viendo como llora sangre. Después de un choque de poderes, Shion es enviado a los aires y cae malherido. En ese momento, Ikki del Fénix llega. Después de presenciar la batalla entre ambos, Ikki recupera la consciencia, explicándole a Shion lo que la Ilusión Fantasma hace, para que un instante después lo deje pasar por la Casa. Shion queda apoyándose en un pilar con tal de ahorrar energías para la llegada de nuevos enemigos.

### EnThe Lost Canvas
Shion es enviado a Jamir por órdenes del Patriarca, ya que según este las lecturas de las estrellas dan un mal augurio en esa zona, debido a la inminente aparición de Hades. Allí se encuentra con Yuzuriha, una compañera de entrenamiento que estaba dispuesta a contraer matrimonio al saber de la muerte de sus padres y la desaparición de su hermano Tokusa. Shion la aconseja de que su destino siempre será el de ser una guerrera, y posteriormente visita a su maestro Hakurei. Repentinamente una Masei (Estrella diabólica) hace su aparición en Jamir, atacando a Yuzuriha. Shion llega para salvarla y se da cuenta de que en realidad es el hermano de ella, Tokusa, que ahora servía a Hades. Shion lo elimina con una Stardust Revolution sabiendo que después, su querida amiga serviría a Atenea como una Santo.
Posteriormente, Shion regresa al Santuario para encontrarse con los demás santos de oro en una reunión con el Patriarca Sage. Después de la reunión, desciende a los campos de entrenamiento del Santuario donde encuentra a Raimi de Gusano, atacando a Sasha, la reencarnación de Atenea de esa época, y lo destruye fácilmente y se disculpa por su tardanza.
Dos años más tarde, junto con Dohko y el Patriarca, acompañan a Sasha mientras recibe a los santos de plata de Flecha, Cerbero y Auriga, los cuales habían sido enviados a Italia en una misión de reconocimiento. Inesperadamente atacan a Sasha y dejan ver que realmente son espectros revividos por Hades, pero son eliminados al instante por la combinación de poderes de Shion y de Dohko. Sasha se lamenta ya que antes de que los santos de plata atacasen, sintió sus sentimientos; no deseaban matarla, si no luchar a su lado. Ambos santos de oro, sintiéndose culpables piden permiso al Patriarca y a la Diosa de ir al mismo lugar donde estos santos fueron vencidos. Junto un grupo de santos de plata y bronce, entre ellos Tenma de Pegaso, llegan al pueblo italiano al mismo tiempo que Hades despierta en Alone. Shion se separá de Dohko y cuando se encuentran de nuevo este está peleando contra Kagaho de Bennu, al ver que es imposible vencer, Shion lo detiene y se retiran con solo dos bajas, el santo de Pegaso y el santo de Unicornio.
Poco después, se encuentra con Dohko, quien estaba de regreso de supervisar las defensas del Santuario, conversa con él sobre Albafika de Piscis, sus habilidades y planes para proteger el Santuario. Cuando se da cuenta de que el cosmos de Albafika desaparece, se dirige a Rodorio para defenderla de Minos de Grifo, el juez lo ataca, pero es detenido por Albafika, quien viene a terminar su combate. Minos es derrotado por el santo de Piscis, pero logra ejecutar un último ataque para destruir la aldea, Shion utiliza su Crystal Wall y evita los daños. Mientras Shion regresa con el cadáver de Albafika al Santurio, Atla se teletrasporta ante él y le pide que lo lleve con el Patriarca, a quien le informa sobre la inmortalidad de los espectros y que Tenma regresara en menos de un día.
Días después, el mismísimo Emperador Hades visita el Santuario de Atenea. Shion enfurecido lo observa desde el Templo de Aries incrementando su Cosmos para intentar pelear contra el Dios, pero rápidamente cae inmovilizado ante el poder del Dios del Inframundo. Busca a Tenma junto con Dohko, ante su inminente intención de dejar el Santuario.
Después de que Thanatos es encerrado en la Caja de Pandora, Shion tenía un mal presentimiento después de observar como una estrella fugaz llegaba a la cámara del Patriarca, así que rápidamente se dirigió a aquel lugar. Al pasar por el Templo de Cáncer se encontró con al espíritu de Manigoldo, quien le confía el Casco de Patriarca de su maestro Sage, para que haga entrega de él a su maestro, el Caballero de Plata Hakurei del Altar.
Después de la derrota de los Oneiros, Hakurei asume como Patriarca del Santuario sin que el ejército de Atenea lo supiera, solo Shion y Sísifo de Sagitario lo sabían. Desde el Templo de Aries, escuchaba atentamente las palabras que su Maestro proclamaba hacia todo el Santuario, era inminente el ataque de todo el ejército Ateniense hacia los territorios de Hades.
Todos los guerreros del Santuario, de todas las órdenes de Santos, se encontraban listos para partir, teniendo como líder a Sísifo de Sagitario del ejército. Sin estar de acuerdo con aquello, Shion parte al Templo del Patriarca para pedirle a su Maestro que sea el líder, por lo que ambos comienzan a discutir. Finalmente, Hakurei se va del Templo, hacia el Castillo de Hades.
Presintiendo las intenciones de su Maestro, Shion, junto con su compañera de entrenamiento Yuzuriha se dirigen hacia el Castillo de Hades, pero al llegar, los Cosmos ambos eran reducidas a un diez por ciento debido al campo de fuerza de Hades, por lo que caen derrotados.
Posteriormente, al llegar Hakurei, este encuentra a sus discípulos derrotados frente a Hypnos. Shion le recrimina su actitud egoísta, y le dice que está listo para morir junto a él, por lo que Hakurei dice que aún no le ha llegado la hora a su discípulo, puesto que él tiene que vivir por un mejor futuro. Después, Hakurei logra sellar a Hypnos usando una técnica que logró perfeccionar por más de 200 años, el Sekishiki Tenryou Ha, con la cual llama a las almas de antiguos Santos que lucharon con él en 1493. Al intentar romper la barrera del Castillo de Hades, es asesinado por Hades frente a los ojos de Shion y Yuzuriha. Enfurecido, Shion lo ataca con una Stardust Revolution, la cual resulta ser inefectiva debido al reducimiento de su poder, y le es devuelto el ataque. Hades lo ataca pero Dohko y Tenma llegan al lugar.
Shion, Dohko, Tenma y Yuzuriha quedan asombrados por el poder de Hades. Pegaso y Libra luchan contra él pero finalmente Dohko les da la orden a todos de marcharse. Era inminente la destrucción del Castillo y junto a Yuzuriha y Tenma, se van del lugar dejando a Dohko atrás, quién se había sacrificado por sus compañeros. Después de aquello, se ve a Shion junto a Sísifo y Sasha en la alcoba del Patriarca, siendo informados por el Santo de Plata del Cuervo que Hades está en el cielo, y que Italia había sido llevada a las alturas, faltaba muy poco para que el Lost Canvas esté terminado. Cuando se estaba dando la situación en Jamir con tal de recuperar el barco que les llevaría al cielo donde está Hades, Shion se queda en el Santuario con tal de dar parte de su sangre para restaurar las Armaduras caídas en batallas pasadas, diciendo a Sísifo, que podía sentir el llanto y las ganas de luchar de aquellas Armaduras, que a pesar de ya no tener dueños, querían luchar.
Posteriormente llega a Jamir con un grupo de Santos de Plata y de Bronce, junto con Atenea para partir hacia el Lost Canvas. Después se une a Sísifo y Regulo para ejecutar la técnica prohibida, la Exclamación de Atenea, la cual es aceptada por la misma Diosa, con tal de abrir la puerta que llevaría al Lost Canvas. Junto a Regulo, Tenma y Sasha, no son convertidos en piedra al llegar y son llevados en la barca de Caronte hacia la rivera del Lost Canvas, finalmente el sermón de Caronte termina por hacer que Shion acabe con él con una Stardust Revolution. Durante la incursión en los templos En el Templo de Mercurio Shion y Regulus son paralizados inmediatamente que aparece Youma, el cual después de hablar con Tenma los deja seguir a través de los demás templos. Una vez en el Templo de Venus, Shion se encuentra con Lune de Balrog, a quien parece conocer. Lune había recibido la gracia de Hades y esta vez estaba al nivel de uno de los jueces del Infierno, por lo que el combate le dificulta en un principio al Santo de Aries. Utilizando su técnica Reencarnación, Lune deja expuesto los pecados cometidos por Shion, así como le reprocha el hecho de que podría haber adquirido todo el conocimiento del mundo antes de seguir los pasos de su maestro Hakurei, y así convertirse en Santo. Después de un arduo combate, Shion y Lune llegan a la Octava Prisión del Inframundo, el Cocito. A pesar de sus heridas provocadas por el látigo de Balrog, Shion se levanta luego de escuchar las almas de los Santos sepultados en dicha zona, quienes a su vez fueron compañeros de Hakurei hace 200 años. Estos le dicen a Shion él será un nexo que conectará el pasado y el futuro entre las generaciones de Santos, por lo que Shion se ve así mismo en un futuro, como Patriarca del Santuario y también como líder de todos los Santos de Atenea. Finalmente, Shion utiliza la técnica final de su maestro, el Seki Shiki Tenryou Ha, utilizando las almas de los guerreros caídos para así despedazar a su rival. Después de su pela con Lune Shion se sabe que ha atravesado sin problema todos los templos anteriores al templo de Júpiter templo al cual llega justo en el momento en que Regulus desaparece y darse cuenta de Radamantys aun seguía con vida con quien mantiene una pequeña platica antes de que Radamantys escapara de Shion.
Finalmente, gracias a Aspros de Géminis, llega junto con Dohko de Libra y Tenma de Pegaso frente a Hades. Después del combate entre Pegaso, Athena y el Emperador del Inframundo, las esperanzas de todos estaban al borde de extingirse hasta que Shion llama a las 12 armaduras doradas y sorprendentemente, los 12 Caballeros de Oro del siglo XVIII se reúnen en un potente ataque contra Hades, quién se había manifestado completamente. Esto lo obliga a huir al último templo del Lost Canvas, mientras es seguido por Tenma y Sasha, no sin que ésta antes les de las respectivas misiones a Dohko y Shion. Shion quién permanecía inconsciente luego del ataque los 12 Santos, es nombrado Patriarca por Athena y a Dohko le entrega el don del Misophetamenos. Ambos aparecen posteriormente en la Tierra, con las armaduras resquebrajadas junto a un destruido Santuario.
Ya sabiendo que el destino de Athena, Tenma y Alone tendrían, ambos Santos de Oro se despiden. Shion estaría por más de 200 años portando el título de Patriarca y tendría como misión reconstruir el Santuario, crear una nueva orden de Santos para así esperar la última batalla contra el Emperador Hades, donde aparecerían los Santos que cambiarían el destino del mundo: Los Santos de Bronce.

### En las películas
En La Apertura al Capítulo Celestial (Tenkai Hen Josô), una vez terminada la batalla contra Hades, Shion y los demás Santos de Oro se encuentran en una especie de juicio frente a unos dioses desconocidos hasta el momento. Shion les dice que aunque su cuerpo no exista y sus almas estén selladas, siempre serán Santos de Athena. Finalmente, son sellados en una estatua Gigante ubicada en un a torre en el Santuario ahora tomado por Artemisa.
A Shion por última vez se le escucha dando fuerzas a Ikki y a Shun en su combate contra el Ángel Teseo, reconociéndolos como verdaderos herederos de los Santos de Atenea, defensores de la justicia y protectores de la Tierra.

## Poderes y Habilidades
Siendo un Santo de Oro, Shion desarrolló completamente el Séptimo Sentido, dándole un gran poder y la capacidad de moverse a la velocidad de la luz. Al ser descendiente de los antiguos habitantes del Continente Mû, posee grandes poderes psíquicos que le da a él la habilidad y el control de la telequinesis, telepatía e incluso la teletransportación. También es capaz de construir y de restaurar sagradas Cloths usando Polvo Estelar (Star Dust). Como punto extra, la Enciclopedia de Saint Seiya "Taizen" en su gráfica de poder, habilidades y técnicas sobre personajes de la serie, Shion aparece con la puntuación más alta de todos los Santos en cada categoría.

### Técnicas especiales
Las técnicas que usa son:
1. Crystal Wall (クリスタルウォール Kurisutaru Wōru?, Muro de cristal): esta técnica consiste en que Shion puede crear una barrera impenetrable con el poder de su mente. Todos los ataques que choquen contra esta barrera serán devueltos al oponente para que termine dañándose a sí mismo. En The Lost Canvas vemos una variación de esta técnica, la cual más que un Muro se trata de una especie de prisión la cual encierra al oponente. En Next Dimension, Suikyo de Garuda encuentra la debilidad del Muro de Cristal: lanza una piedra para destruir la técnica de Shion, diciendo que este muro tiene un punto débil, pequeño, pero que puede destruir la técnica.
2. Stardust Revolution (スターダストレボリューション Sutādasuto Reboryūshon?, Revolución estelar): La técnica suprema de Shion. Consiste en que el Cosmos de Shion se vuelve totalmente ofensivo, lanzando una inmensa lluvia de meteoritos y de estrellas destruyendo todo a su paso.
3. Sekishiki Tenryōha (積尸気転霊波?  Onda de Espíritus Celestiales) (Exclusiva de Lost Canvas): Shion invoca a las almas de los Santos muertos en el Cocito, uniéndolos en una potente esfera de energía que destroza al enemigo. Solo la ha usado una vez.
4. Starlight Extinction  (星間塵の絶滅?  Extinción de Luz estelar) (Exclusiva del videojuego Saint Seiya Hades de PS2): La técnica más fulminante de Shion. Técnica que pertenece a Mu de Aries.

## Apariencia y personalidad
En el Manga original el rostro de Shion nunca es visto hasta la saga de Hades siendo este un joven alto de largos cabellos con el mismo semblante de Mū y Kiki, así como los dos tikas en la frente símbolo de su raza lemuriana, en Next Dimension tiene el cabello corto y es rubio debido al coloreado que Kurumada le dio en el manga, mientras que en el OVAS de Hades y en el anime de Lost Canvas se le presenta con la misma apariencia del manga pero con el cabello verde claro.
En cuanto a su personalidad tanto en Next Dimension como en Lost Canvas Shion posee un carácter bastante sereno, calmado y piensa las cosas antes de ejecutarlas a la vez es decidido y está consciente del curso que la guerra está tomando así como de los sacrificios que se deben tomar, tal como se lo dice a la pequeña Sagata en Lost Canvas.
Por otro lado en el animé aparece de forma arrogante y orgullosa ante Dohko, considera a los Santos de Bronce como basura y se muestra seguro del control todos los acontecimientos pero todo esto es una actuación de parte de él ya después de la "muerte" de Athena demuestra su verdadera personalidad aduciendo que únicamente a estado fingiendo su lealtad hacia Hades y que en realidad lo que buscaba era revivir la armadura de Athena con la sangre de esta, al descubrir el potencial de los Santos de bronce les confía la armadura de la diosa, en Tenkai Hen Overture, se muestra orgulloso de los santos de bronce...